# Засекреченные люди
«Засекреченные люди» (англ. Secret People) — британский драматический фильм режиссёра Торольда Дикинсона, который вышел на экраны в 1952 году.
Фильм рассказывает о Марии Брентано (Валентина Кортезе), беженке от режима диктатора Габерна, которая в 1930 году оказывается в Лондоне вместе с младшей сестрой Норой (Одри Хепбёрн). Вскоре по приказанию Галберна убивают отца девушек. Семь лет спустя Мария неожиданно встречает Луи (Серж Реджани), своего бывшего возлюбленного и сподвижника её отца, который уговаривает Марию пронести взрывное устройство в ресторан, где должен появиться Галберн. Несмотря на сомнения, Мария выполняет просьбу Луи, но в результате взрыва гибнет лишь невинная официантка. Мучимая совестью, Мария рассказывает полиции всё, что ей известно. Полиция выслеживает Луи, но тот, устроив взрыв, скрывается. Изменив имя и внешность, Мария переезжает в Дублин, где снова сталкивается с Луи и его людьми, которые вербуют Нору. Когда Мария пытается противостоять им, один из членов группы Луи бьёт её ножом в спину, но самих членов организации в этот момент арестовывает полиция.
Фильм получил противоречивые отзывы критики. С одной стороны, отмечалась его важная интеллектуальная составляющая и постановка проблемы правомерности борьбы с насилием с помощью насилия. Отмечали также интересный сценарий Дикинсона и хорошую игру Кортезе в главной роли. С другой стороны, фильм критиковали за вялую манеру изложения, отсутствие саспенса и неразвитость образов.
Этот фильм дал Одри Хепбёрн её первую значительную роль в кино. Во много благодаря этому фильму и лично режиссёру Дикинсону она вскоре получила роль в «Римских каникулах» (1953), поднявшую её на уровень суперзвезды.

## Сюжет
В 1930 году в Лондон к владельцу кафе мистеру Ансельмо (Чарльз Голднер) поступает письмо от его друга Пьетро Брентано, который в своей стране борется с захватившим там власть диктаторским режимом генерала Галберна. Письмо доставили две молодые дочери Брентано — Мария (Валентина Кортезе) и Элеонора (Нора) (Одри Хепбёрн), которых отец отправил в Англию, так как опасается скорого ареста. От изнеможения после долгого пути Нора теряет сознание, и Ансельмо вызывает ей врача. Мария сообщает, что её возлюбленный Луи (Серж Реджани) работал с отцом, и когда возникла угроза ареста, отец направил Луи продолжать деятельность в подполье. Мария далее рассказывает, что её отец популярен в своей стране, так как он трудится на благо мира и борется с насилием. Вскоре Мария получает посылку с книгой Махатмы Ганди и личными вещами отца, а также письмом, из которого следует, что новые власти убили отца. Ансельмо оставляет жить девушек у себя и заботится о них в меру сил.
В июне 1937 года Мария и Нора, сменив фамилию на Брент, получают британское подданство. Нора находит себе агента, чтобы устроиться танцовщицей. Мария, увидев на улице плакат генерала Галберна (Хьюго Шустер), говорит, что должна ему отомстить. Она успешно работает на кухне у Ансельмо, на такая работа её тяготит, и она хочет учиться и попробовать себя в каком-нибудь другом деле, например, в журналистике, как и её отец. Чтобы развеять грустные мысли Марии Ансельмо приглашает её и Нору съездить на уик-энд на Всемирную выставку в Париж. На выставке они видят, как британский павильон посещает генерал Галберн. В этот момент в толпе Мария замечает людей с оружием и множество сотрудников охраны. Когда толпа оттесняет её в сторону, Мария видит Луи. Она знакомит Луи с Ансельмо и Норой. Он в свою очередь знакомит их со своим коллегой Роддом Сондерсом (Майкл Аллен), лётчиком, который работает на выставке. Родд сразу увлекается Норой и остаётся с ней на выставке, в то время, как Мария уезжает в город вместе с Луи. Их взаимные чувства те же, что и раньше, и в такси он целуются. Он по-прежнему на подпольной работе, но обещает, что когда-нибудь они будут вместе. Они проводят замечательный вечер, но на следующий день он должен уезжать. Тем же вечером Луи встречается с подкупленным им чиновником Галберна. После получения плана мероприятий генерала Луи убивает чиновника и сбрасывает его тело в реку. Во время встречи со своими сообщниками Луи говорит, что согласно плану Галберн собирается совершить трёхдневный визит в Великобританию, где примет участие в приёме в свою честь. Вернувшись домой, Луи запрещает Родду встречаться с Норой.
Вскоре Луи перебирается в Лондон, где приходит в кафе Ансельмо. Он обнимается и целуется с Марией, но вскоре Нора убегает на пробы по приглашению своего агента Сидни Тэфлера (Сид Бёрнетт). Мария и Луи идут вместе с ней. На пробах Луи анонимно договаривается с Тэфлером, чтобы Марию тоже пропустили на приём в честь Галберна, где будет танцевать Нора. Возвращаясь с проб, Мария говорит Луи, что хотела бы делать что-то реальное для дела, которым он занимается. Перед расставанием она дарит Луи ручку своего отца. По возвращении домой Нора рассказывает Ансельмо, что пробу для неё устроил Луи, чтобы Мария тоже попала на приём. Луи приходит на собрание своих сторонников, где британские члены организации говорят, что в своей стране никогда не заходили так далеко. И если они совершат нападение на Галберна, общественное мнение отвернётся от них. В итоге собрание всё-таки поддерживает предложение о проведении взрыва. Луи предлагает, чтобы взрывчатку пронёс кто-то, кого не заподозрит охрана, а уже на месте её установит их агент. Перед приёмом Луи приезжает к Марии домой. Оставшись с ней наедине, перед самым отъездом он передаёт ей сумочку с взрывным устройством в форме портсигара, сообщая, что сегодня на приёме будет Галберн. На приёме устройство надо будет передать человеку, который назовёт пароль. Мария сомневается, но Луи убеждает её, что Галберн ответственен за смерть не только её отца, но и ещё многих людей. И его группа готовилась к этому акту возмездия многие годы. Мария не хочет идти на убийство, но Луи говорит, что ради освобождения народа это оправданно. Уже перед посадкой в такси Мария нехотя забирает у Луи сумочку с портсигаром.
Отправив Нору и Марию на приём, Луи рассказывает весь план операции Ансельмо, которого считает с этого момента членом своей группы. Ансельмо обвиняет Луи в том, что тот толкнул Марию на преступление, заставив её делать свою работу. Луи настаивает, что теперь Ансельмо должен помогать им защищать Марию. Вскоре Мария и Нора возвращаются, сообщая, что на приёме произошёл взрыв. Оставшись с Луи наедине, Мария рассказывает ему, что сразу после выступления Норы к ней подошёл человек и назвал пароль. Она передала ему взрывное устройство, которое он незаметно подбросил под столик, где сидел генерал Галберн. В этот момент артисты закончили свой номер, и гости вышли из-за столов, чтобы сделать паузу. Когда официантка стала убирать со стола Галберна, раздался взрыв. Девушка получила тяжёлые травмы. Луи тем не менее считает, что операция прошла удачно и собирается вскоре покончить с генералом. Мария винит себя и Луи в том, что они убили девушку. Она говорит, что не могла так поступить, будучи дочерью Пьетро Брентано, который всегда боролся против насилия. На следующее утро звонят из Скотленд-Ярда, чтобы поблагодарить Марию за то, что она помогла попавшему в зону взрыва детективу, и приглашают её зайти. Луи приводит Марию на совещание своей группы, опасаясь, что Мария не уверена в себе. На совещании её пытаются убедить, что она сделал всё правильно, но Мария отвечает, что эта цель не заслуживает гибели невинных людей. Её предупреждают, что её сомнения могут поставить всю последующую деятельность под удар. В качестве предупреждения ей рассказывают, что её хорошего друга Марко они в своё время убили, когда он стал болтать много лишнего. В качестве гарантии её сфотографировали с членами комитета, после чего отпустили. На прощанье Луи говорит ей, что если полиция что-либо узнает, он не сможет защитить её. После её ухода Луи поручает одному из парней проследить за Марией.
В Скотленд-Ярде её принимают инспектор Эллиот (Реджинальд Тейт) и мисс Джексон (Айрини Уорт), благодарят её за то, что она спасла жизнь одного из их сотрудников. Когда ей оказывают фрагмент взрывного устройства, Мария не выдерживает и рассказывает всё, что ей известно, однако не может назвать никаких имён. Ей показывают задержанного Родда, который делает вид, что не узнаёт её. Когда полиция устанавливает, что отпечатки пальцев Марии совпадают с отпечатками на взрывном устройстве, полиция берёт её под официальное наблюдение. Элиот отпускает Марию, решая использовать как приманку. Мария приезжает в кафе Ансельмо, сообщая, что видела в Скотленд-Ярде Родда. Она рассказывает, что ничего не сообщила о группе, а говорила только о себе. В частности, она опознала портсигар и заявила, что она его пронесла на приём. Луи замечает, что за его домом установлена слежка. Вскоре к Луи в комнату заходит его человек, собираясь вывезти его и Марию на машине. Угрожая здоровьем Норы, Луи в сопровождении двух людей силой выводит Марию. Когда они спускаются по лестнице, начинается драка с полицией, переходящая в перестрелку. Убегая, люди Луи бросают бомбу. Заметив это, Мария пытается предупредить окружающих, но происходит взрыв.
Мария приходит в себя в больнице, где узнаёт, что полиция дала ей новое имя — Лина Коллинз. Когда к ней возвращается память, Мария описывает полицейским то, что произошло в кафе в день взрыва. Инспектор Эллиотт сообщает, что Ансельмо отделался лёгкими травмами, Нора в порядке, а Луи и его напарник исчезли. На месте взрыва обнаружена ручка отца Марии, которую она просит оставить ей. Полицейские её убеждают, что никто не должен знать, что она жива, иначе ей грозить смертельная опасность. Даже письмо Норе у неё не берут, когда она подписывается своим именем. Ей говорят, что единственная альтернатива для неё — это принять новое имя, переехать в другую страну и начать жизнь с чистого лица. Она может увидеть Нору, но не сможет поговорить с ней. Ей показывают журнал со статьёй о выступлении Норы, у которой дела идут хорошо. Совершенно изменившаяся внешне, Мария вместе с мисс Джексон смотрит из окна машины на кафе Ансельмо. Затем они переезжают в Дублин, где в театре классического балета Мария посещает выступление Норы. В фойе театра Мария узнаёт по голосу одного из членов комитета, который встречается со своим соратником. Когда они направляются в гримёрку Норы, Мария пытается догнать их. Мисс Джексон отводит Марию в местную полицию, которая выясняет, что скоро в качестве военного атташе в город должен прибыть сын генерала Галберна. Полиция подозревает, что комитет намеревается использовать Нору в своих планах. Марию посылают к театру с тем, чтобы она на выходе подала сигнал, если увидит кого-либо знакомого. После спектакля Нора, попрощавшись с Джерри, садится на машину, и полиция вместе с Марией следует за ней. Они приезжают в лесопарк, где Нора тайно встречается с Луи. Мария подходит к ним, обнимая сестру, но та не верит в происходящее, так как была уверена, что Мария мертва. Нора не может поверить в то, что Мария сдала Луи и его людей полиции. Мария убеждает её, что они обманули их обоих, чтобы заставить работать на себя. Когда Мария обвиняет Луи в убийствах ни в чём не повинных людей, сзади подходит сторонник Луи и вонзает нож Марии в спину. Тяжело раненая Мария падает на руки Норы, а Луи и его сподвижника, которые пытаются бежать, задерживает полиция.

## В ролях
- Валентина Кортезе — Мария Брентано
- Серж Реджани — Луис Балан
- Одри Хепбёрн — Нора Брентано
- Чарльз Голднер — Ансельмо
- Майкл Шепли — управляющий британским павильоном
- Мегс Дженкинс — Пенни
- Айрини Уорт — мисс Джексон
- Реджинальд Тейт — инспектор Элиот
- Норман Уильямс — сержант Ньюкомб
- Афин Сейлер — миссис Реджинальд Келлик
- Сидни Тэфлер — Сид Бёрнетт
- Джеффри Хибберт — Стини
- Джон Раддок — Дэйли
- Майкл Аллан — Родд
- Хьюго Шустер — генерал Галберн

## История создания и проката фильма
На создание фильма Торольда Дикинсона вдохновила газетная заметка о женщине, работающей на Ирландскую республиканскую армию, которая изменила свою позицию и донесла на своего мужа, после чего была вынуждена сменить имя под защитой полиции.
Съёмки фильма проходили на студии Ealing Studios в Лондоне, Великобритания
Фильм вышел в прокат 5 февраля 1952 года в Лондоне и 29 августа 1952 года в Нью-Йорке.
Как написал современный историк кино Филлип Френч, «этот последний британский фильм Дикинсона провалился как в кассовом плане, так и среди критиков после того, как стал объектом враждебной кампании со стороны Коммунистической партии».

## Одри Хепберн
После серии эпизодических и небольших ролей этот фильм принёс Одри Хепбёрн её первую значительную роль в кино, за которой год спустя последовал её прорыв к звёздному статусу. 18 сентября 1951 года, вскоре после завершения съёмок этой картины, но ещё до её официальной премьеры, режиссёр Торольд Дикинсон провел кинопробу с участием Хепбёрн и отправил её режиссеру Уильяму Уайлеру, который в то время в Риме готовился к съёмкам фильма «Римские каникулы». В ответ Уайлер написал благодарственное письмо Дикинсону, в котором отметил: «Вы дали нам очень хорошее представление о характере и шарме девушки, а также о её таланте. В результате теста ряд продюсеров Paramount проявили интерес к тому, чтобы взять её на роль».

## Оценка фильма критикой
Рецензент лондонской газеты «Таймс» заключил, что это «запутанный, невнятный, разочаровывающий фильм, не обладающий ни богатым воображением, ни интеллектуальным подъёмом».
С другой стороны, историк кино Джордж Перри написал в своей книге 1981 года «Илинг навсегда» (англ. Forever Ealing), что «…в фильме много интересного, например, моральная дилемма тех, кому приходится прибегать к силе, чтобы преодолеть силу». Он также высоко оценил «чувствительную игру Валентины Кортезе и… значительную роль Одри Хепбёрн» и выразил мнение, что фильм был неверно истолкован и «в некоторых отношениях опередил своё время».
Рецензент журнала Time Out охарактеризовал картину как «яркий триллер». По его мнению, «несмотря на то, что сценарий то и дело прибегает к условностям кино (стереотипизация второстепенных персонажей, мелодраматизм в финальной сцене), ему удаётся избегать простых ответов на вопросы о том, развращает ли насилие и можно ли его когда-либо оправдать, по крайней мере, до сцены взрыва бомбы на светском приеме, когда почти в духе Хичкока приходят и уходят не те люди, и жертвой в конце концов становится официантка». Как пишет рецензент, «великолепно поставленный Дикинсоном (режиссура которого отличается плавной тонкостью), этот эпизод недвусмысленно подтверждает девиз фильма, позаимствованный у Одена: „Мы должны любить друг друга или умереть“… Сложные пропасти, пролегающие между личными чувствами и политическими убеждениями, тем не менее, с поразительной тщательностью прослеживаются в отношениях между Кортезе и Реджани (оба играют превосходно)».
Историк кино Дерек Виннерт назвал картину «мрачным и депрессивным триллером», отметив далее, что «это вяло сделанная, необычайно бесцветная драма с интригами, которая страдает от недостатка саспенса, избытка идеологии и низкого уровня проработки характеров, несмотря на актёрские усилия международного состава очень достойных актеров». Как пишет критик, «в своё время фильм был высоко оценён критиками, и он остаётся интересным и умным. Но это довольно мрачный, отталкивающий фильм с некоторыми несимпатичными персонажами», который предлагает довольно «неприятное исследование морали террористов тридцатых годов, которое явно интересует Дикинсона больше, чем элементы триллера в его фильме. Однако игра Кортезе и её персонаж в какой-то степени оправдывают фильм».
Кинообозреватель Филлип Френч указал, что «фильм снят в нетипичном стиле для студии Ealing… Напоминающий „Саботаж“ (1936) Хичкока, поставленный по роману Джозефа Конрада „Секретный агент“ (1907), это высокоинтеллектуальный шедевр с изъянами, скорее континентальный по звучанию, чем английский». Главная героиня фильма в исполнении Валентины Кортезе — это европейская беженка, втянутая безжалостным политическим идеалистом (Серж Реджани) в заговор с целью убийства, организованный левыми в Лондоне в 1930-х годах. Критик также отметил, что в этом фильме «Одри Хепбёрн сыграла свою первую значительную роль сестры Кортезе».